# Direct Connect
Direct Connect é uma rede de P2P introduzida por uma empresa canadense em 2001 que gira em torno de várias comunidades semelhantes a canais de IRC e chamados de HUBs. Num HUB de DirectConnect há o tradicional chat público e privado e pesquisas nos arquivos partilhados de todos os utilizadores. Esta rede foi feita na observação de que redes inteiras de IRC estavam se especializando em trocas de arquivo e então decidiram "aprimorar" esta experiência. Começou utilizada pelo programa DC++ e expandiu-se para outros clientes que utilizam Multi-Source (Downloads de segmentos, ou seja, o mesmo ficheiro de mais que uma pessoa simultaneamente!) como por exemplo, o StrongDC++